# Пакт о ненападении

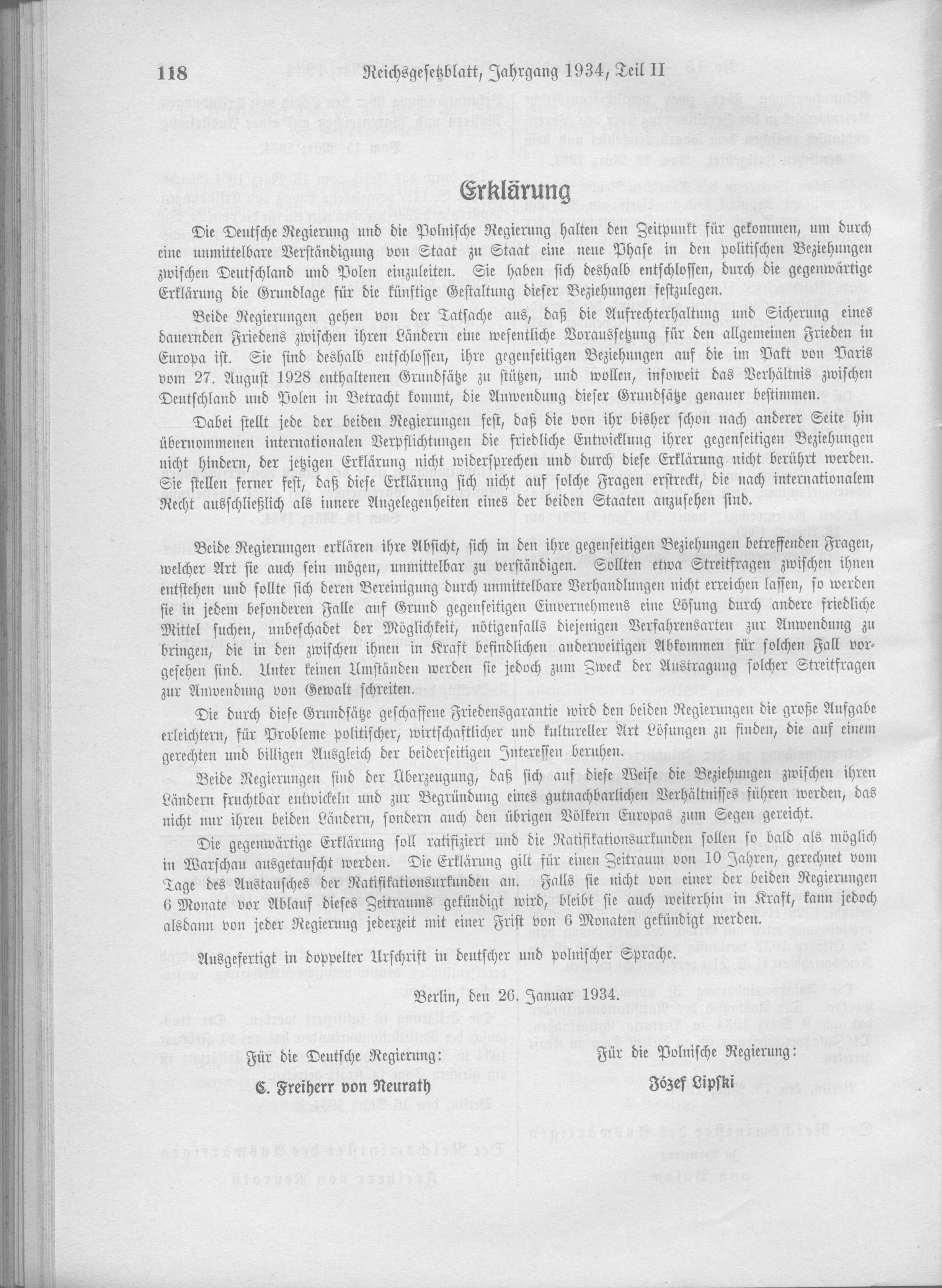
Пакт Гитлера — Пилсудского.

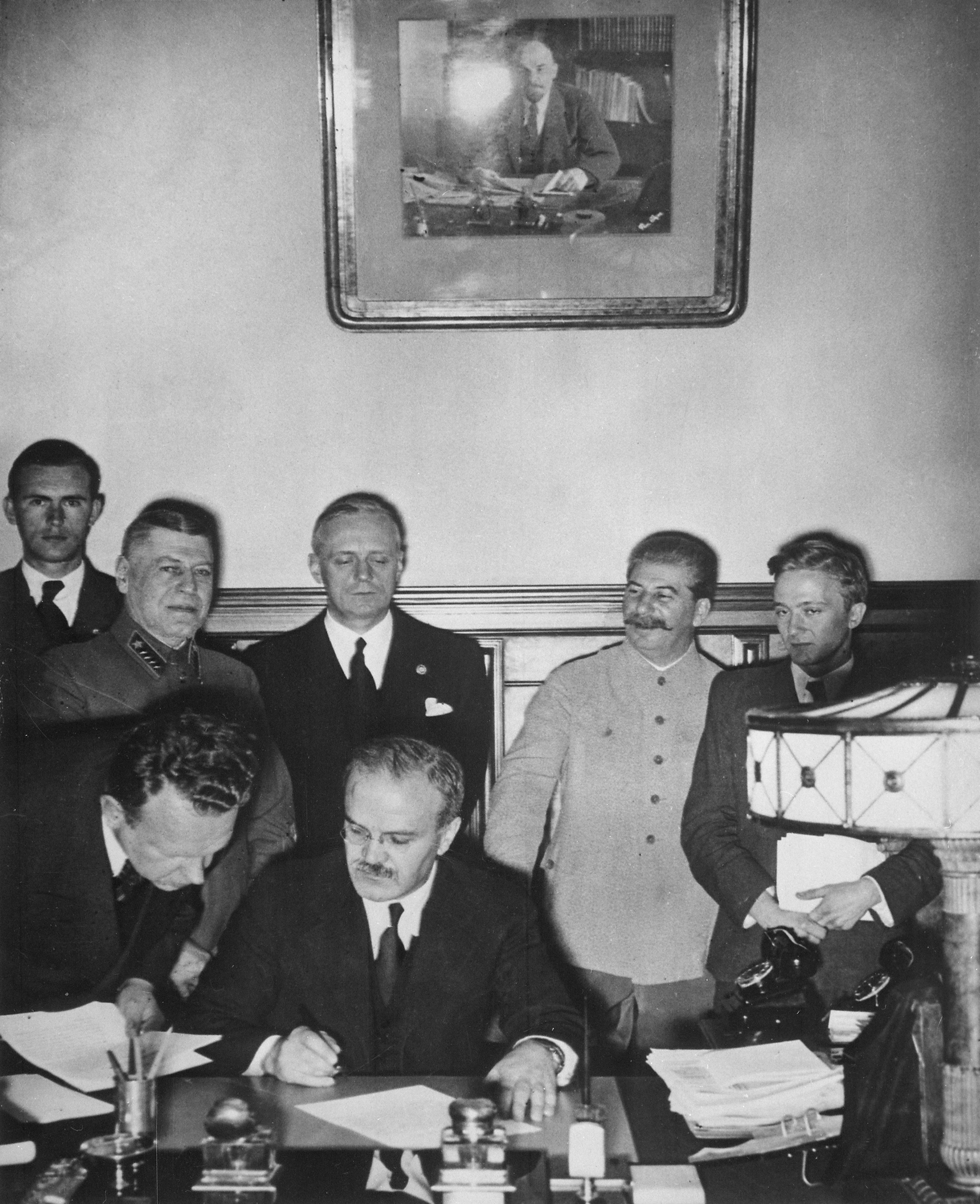
Подписание пакта Молотова — Риббентропа

Пакт о ненападении — международный договор двух и более государств, заключаемый в целях избежания войны, закрепляющий соглашение между ними о решении спорных вопросов путём мирных переговоров. 
Иногда заключению пакта сопутствовало подписание договоров о расширении сотрудничества между государствами.

## Применение и цели
Такая форма международных соглашений была популярна в 1920-е и 1930-е годы и служила не только для обеспечения мира между сторонами, но и для дипломатической игры, презентации интересов государств и обозначения скрытой повестки их взаимоотношений между собой и с третьими странами. Например, заключение договора о ненападении между Германией, с одной стороны, и Эстонией и Латвией, с другой, оформило их уход из зоны влияния Великобритании и Франции и переход под протекторат Германии. А нежелание Польши вступить в систему коллективной безопасности антигитлеровского альянса сделало её первой жертвой Второй мировой войны.
В некоторых из этих договоров имелись секретные соглашения. Так, согласно договору между Германией и Эстонией и Латвией балтийские страны, официально декларировавшие свой нейтралитет, в секретной клаузуле признавали своей единственной опасностью Союз ССР и брали на себя обязанность «развертывания всех оборонительных сил против этой опасности», а Германия обязалась «оказывать им помощь в той мере, насколько они сами не в состоянии это сделать». По выражению премьер-министра Великобритании Уинстона Черчилля, тем самым «Гитлеру удалось без труда проникнуть вглубь слабой обороны запоздалой и нерешительной коалиции, направленной против него».

## Известные пакты
В современной историографии чаще всего упоминается Пакт Молотова — Риббентропа, а в резолюции Европарламента «О важности сохранения исторической памяти для будущего Европы» от 19 сентября 2019 года даже утверждается, что именно подписание этого документа «поделило Европу и территории независимых государств между двумя тоталитарными режимами» и «проложило дорогу к началу Второй мировой войны». Эту резолюцию резко осудила Россия, а президент страны Владимир Путин на встрече с главами государств СНГ 20 декабря 2019 года с документами в руках разъяснил, что Пакт о ненападении между СССР и Германией являлся последним в череде подобных документов, тогда как истинные причины войны кроются в политике европейских государств, поощрявшей милитаризацию Германии (англо-германское соглашение 1935 года позволило Германии восстановить военный флот) и её экспансионистские планы (Мюнхенский сговор).

### Пакты о ненападении
- Советско-французский пакт о ненападении
- Договор о ненападении между Польшей и Советским Союзом
- Договор о ненападении между Германией и Польшей
- Договор о ненападении между Германией и Данией
- Договор о ненападении между Германией и Эстонией
- Договор о ненападении между Германией и Латвией[3]
- Договор о ненападении между Германией и Советским Союзом
- Пакт о нейтралитете между СССР и Японией (1941)
- Договор о ненападении и о мирном урегулировании конфликтов между Финляндией и Советским Союзом

### Пакты военно-политического характера
- 1933 год — Пакт четырёх (Германия, Италия, Великобритания, Франция)
- 1935 год — Морское соглашение (Германия, Великобритания)
- 1936 год — Антикоминтерновский пакт (Германия, Япония)
- 1938 год — Мюнхенское соглашение (Германия, Италия, Великобритания, Франция)

## От пактов к системе коллективной безопасности
Как показала история, великие державы чаще начинали войну со своими партнёрами по договору о ненападении, чем со странами, с которыми у них не было таких договоров. Это можно объяснить тем, что заключение пактов о ненападении рассматривалось договаривающимися сторонами как временная мера для решения более насущных или легко реализуемых задач.
После Второй мировой войны применение пактов сошло на нет, так как создание антигитлеровской коалиции показало, что с агрессором можно эффективно бороться общими усилиями нескольких обороняющихся, а затем наступающих стран. Таким образом был признан курс СССР на создание системы коллективной безопасности, которую он предлагал создать подготовкой Восточного пакта в 1933—1934 годах. Эта концепция получила развитие в создании Организации Объединённых Наций, а затем военно-политических блоков NATO и Варшавского договора.